# Andreas Thuresson
Andreas Thuresson (Kristianstad, 18 novembre 1987) è un hockeista su ghiaccio svedese, di ruolo ala.

## Palmarès

### Club
- Promozioni in Elitserien: 1

Malmö: 2005-2006

### Nazionale

#### Giovanili
- Campionato del mondo di hockey su ghiaccio Under-20: 2004